# Batalla de los Alpes
La invasión italiana de Francia, también conocida como la Batalla de los Alpes, fue un conflicto bélico que marcó la entrada del Reino de Italia en la II Guerra Mundial, y fue la última operación de la contienda más grande entre la Tercera República Francesa y el Tercer Reich, que culminó con una victoria alemana.
La entrada del país transalpino extendió considerablemente la guerra hacia el norte de África y a los países mediterráneos. El objetivo de Benito Mussolini era la supresión del dominio anglo-francés en África y la expansión italiana hacia los Balcanes y el susodicho continente. A lo largo de los años 30, las administraciones francesa y británica habían intantado mantener alejado a Mussolini de las influencias alemanas, sin embargo, todos los esfuerzos fueron vanos luego de los triunfos logrados por Hitler entre 1938 y 1940.
El 10 de junio de 1940, Italia declaró la guerra a Francia y al Reino Unido. A lo largo del primer día, ambos bandos sufrieron bombardeos aéreos hasta que adoptaron una táctica defensiva a lo largo de la frontera franco-italiana. No obstante, se produjeron varias escaramuzas a lo ancho de la Línea Alpina. El 17 de junio, la administración francesa anunció que buscaría firmar un armisticio con el III Reich para el día 21. Una vez firmado, los italianos lanzaron una ofensiva a gran escala a lo largo del frente alpino. El ataque principal se dirigió al sector septentrional mientras que el resto de la avanzadilla se dirigió por la costa. Luego de penetrar algunos kilómetros, hicieron frente a una tenaz resistencia que les impidió alcanzar sus objetivos primarios. Como conquista más importante, ocuparon la localidad costera de Menton.
En la tarde del 24 de junio se firmó el armisticio en Roma y entró en vigor a la medianoche del día 25. Si bien Francia logró una victoria defensiva, Italia obtuvo el derecho de ocupar los territorios capturados durante los combates y el control económico de estos se extendió al sureste del río Ródano además de ciertas concesiones sobre algunas colonias francesas. También se estableció un área desmilitarizada en la frontera por el lado francés.
Las tropas francesas volverían a enfrentarse con los italianos en la frontera alpina hacia fines de 1944, y recuperarían todo el territorio perdido en la Segunda batalla de los Alpes, entre marzo y mayo de 1945.

## Trasfondo

### Ambiciones imperiales italianas
Hacia fines de los años 20, el primer ministro italiano, Benito Mussolini, se expresó con cada vez mayor urgencia sobre la expansión imperial, aduciendo que Italia necesitaba una válvula para su población sobrante y que ayudar a Italia en dicha empresa estaría en los mejores intereses de otros países. La aspiración más inmediata de Roma era «la hegemonía política en las regiones mediterránea, danubiana y balcánica», en tanto que Mussolini imaginaba, más grandiosamente, la conquista «de un imperio desde el Estrecho de Gibraltar al Estrecho de Ormuz». La hegemonía sobre el Danubio y los Balcanes estaba dictada por la dominación romana en la Antigüedad. Los designios del Duce incluían la creación de un protectorado en Albania y la anexión de Dalmacia, así como el control económico y militar sobre Yugoslavia y Grecia. El régimen también buscó convertir en Estados clientes a Austria, Hungría, Rumania y Bulgaria, los cuales se hallaban en los límites de la esfera de influencia europea. Pese a no estar entre sus objetivos públicamente anunciados, Mussolini buscaba disputar la supremacía francesa e inglesa en el Mediterráneo, al que se consideraba estratégicamente vital debido a que era la única vía de comunicación entre Italia, y los océanos Atlántico e Índico.
En 1935, Italia lanzó una segunda aventura colonial sobre Etiopía. La campaña dio lugar al optimismo acerca de la posibilidad de crear un ejército etíope nativo que contribuyera a la conquista del Sudán angloegipcio. La guerra también marcó el cambio de rumbo hacia una política exterior italiana cada vez más agresiva al tiempo que expuso las debilidades de los franceses y británicos. Esto creó la oportunidad que Mussolini necesitaba para comenzar a realizar sus ambiciones imperiales. En 1936 estalló la guerra civil española, en la que Italia tuvo una importante participación desde su comienzo. La contribución militar fue tan grande que jugó un papel decisivo en la victoria del bando nacionalista liderado por Francisco Franco. Mussolini se había embarcado en una «guerra externa a gran escala» debido a la insinuación de una posible sumisión futura por parte del España hacia el Imperio Italiano, y también como manera de moldear a Italia según los lineamientos de una «cultura guerrera». La gran consecuencia de la guerra con Etiopía fue el descongelamiento de las relaciones ítalo-germánicas, que condujo a la firma de un tratado en octubre de 1936. Mussolini se refirió a este acuerdo como un Eje Roma-Berlín, alrededor del cual Europa giraría en torno. El tratado también era resultado del aumento de la dependencia del carbón alemán luego de que la Liga de las Naciones impusiera sanciones a Italia, políticas similares  entre ambos países respecto de la guerra civil en España, y simpatías alemanas hacia Italia luego de la reacción de resto de Europa ante la invasión de Etiopía. El acuerdo significó la caída de Mussolini bajo la influencia de Adolf Hitler, de la cual «nunca escapó».

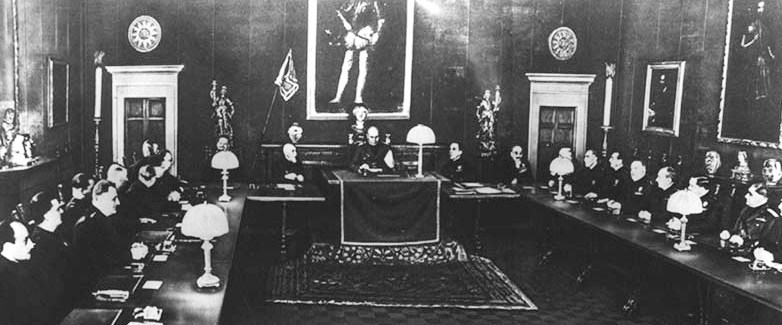
El Gran Consejo Fascista durante la proclamación del Imperio Italiano, el 9 de mayo de 1936.

En octubre de 1938, tras los Acuerdos de Múnich, Italia comenzó a exigir concesiones de parte de Francia. Estas incluyeron una zona franca en Yibuti, el control del Ferrocarril Adís Abeba–Yibuti, participación italiana en el manejo de la Compañía del Canal de Suez, un condominio francoitaliano sobre el protectorado francés de Túnez y la preservación de la cultura italiana en Córcega juntó con la no asimilación de su pueblo por parte de Francia. París rechazó las demandas, aduciendo que la verdadera intención de Mussolini era hacerse con Niza, Córcega, Túnez y Yibuti. El 30 de noviembre de 1938, el Ministro de Asuntos Exteriores italiano, Galeazzo Ciano, habló en la Cámara de Diputados acerca de las «aspiraciones naturales del pueblo italiano» y fue respondido con exclamaciones de «¡Niza, Córcega, Saboya, Túnez, Yibuti y Malta!». Ese mismo día, Mussolini dio un discurso ante el Gran Consejo Fascista «sobre lo que él llamó los objetivos inmediatos del 'dinamismo fascista'». Estos eran Albania; Túnez; Córcega, parte integral de Francia; el Ticino, un cantón de Suiza; y «todo el territorio francés al este del río Var», incluyendo Niza, pero no Saboya.
A partir de 1939, Mussolini expresó la necesidad de Italia de disponer de acceso irrestricto a los océanos y rutas marítimas del mundo a fin de asegurar su soberanía nacional. El 4 de febrero de 1939, Mussolini mantuvo una sesión a puertas cerradas en el Gran Consejo. Allí dio un largo discurso sobre asuntos internacionales y los propósitos de su política exterior, «comparable con la marcada predisposición de Hitler, registrada por el coronel Hossbach». Comenzó afirmando que la libertad de un país es proporcional al poder de su marina, seguido por «el lamento cotidiano de que Italia es una prisionera en el Mediterráneo». Se refería a Córcega, Túnez, Malta y Chipre como «los barrotes de esta prisión», y describía a Gibraltar y Suez como los guardias. Para anular el control británico, sus bases en Chipre, Gibraltar, Malta y en Egipto (que controlaba el Canal de Suez) debían ser neutralizadas. El 31 de marzo, Mussolini declaró que «Italia no será verdaderamente una nación independiente mientras tenga a a Córcega, Bizerta, Malta como los barrotes de su prisión mediterránea y a Gibraltar y Suez como sus muros.» La política exterior fascista dio por sentado que las democracias —Francia e Inglaterra— habrían de ser combatidas en el futuro. Por medio de la conquista militar serían unidos la Libia italiana con el África Oriental Italiana —separados por el Sudán anglo-egipcio—, y destruida la prisión mediterránea. Entonces, Italia podría marchar ya sea hacia el océano Índico a través de Sudán y Abisinia, al Atlántico por el norte de África, en manos de los franceses.
Ya en septiembre de 1938 el Regio Esercito estudiaba invadir Albania. El 7 de abril de 1939, tropas italianas penetraron en territorio albanés y al cabo de tres días ocuparon casi todo el territorio. Albania representaba un territorio del que Italia podía apropiarse como un espacio vital para reducir la presión demográfica, así como la punta de lanza necesaria para emprender otras campañas expansionistas en los Balcanes. El 22 de mayo de 1939, Italia y Alemania firmaron el Pacto de Acero, quedando ambas naciones unidas por una alianza militar. El tratado era el punto cúlmine del fortalecimiento de las relaciones desde 1936 y no era defensivo en su naturaleza, sino que había sido más bien concebido para una guerra conjunta contra Francia y el Reino Unido, si bien los italianos consideraban que semejante contienda no tendría lugar hasta varios años. Sin embargo, pese a la impresión italiana, el pacto no hacía referencia alguna a dicho período de paz, y Alemania prosiguió con sus planes para invadir Polonia.

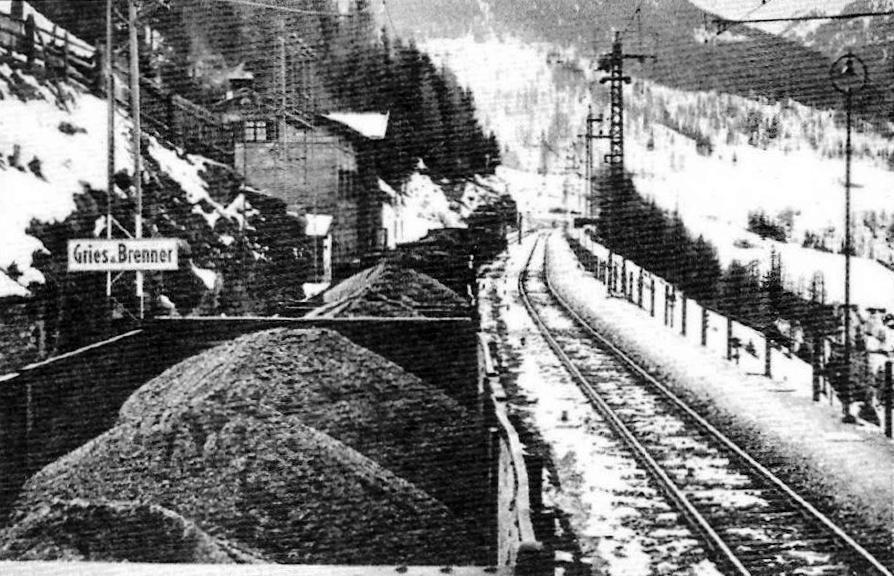
Carbón alemán ingresando a Italia a través del Paso del Brennero. El problema del abastecimiento carbonífero había sido largamente discutido en los círculos diplomáticos durante la primavera de 1940.

En septiembre de 1939, el Reino Unido impuso un bloqueo selectivo a Italia. El carbón importado de Alemania, que era transportado en buque desde Róterdam, fue declarado contrabando, por lo que Hitler se comprometió a enviar el carbón en tren a través de los Alpes, e Inglaterra ofreció cubrir todas las necesidades italianas a cambio de armamento. Esta propuesta no podía ser aceptada por Mussolini sin perjudicar sus relaciones con Alemania. El 2 de febrero de 1940, sin embargo, Il Duce aprobó un proyecto de contrato con la Real Fuerza Aérea para suministrarle 400 cazas Caproni, pero canceló el acuerdo seis días después. El oficial de inteligencia británico Francis Rodd creía que Mussolini había sido persuadido para cancelarlo por presiones alemanas en la semana del 2 al 8 de febrero, perspectiva compartida por el embajador británico en Roma, Percy Loraine. El 1 de marzo, Inglaterra anunció que bloquearía toda exportación de carbón desde Róterdam a Italia. En abril, el Reino Unido comenzó a fortalecer su Flota del Mediterráneo para hacer cumplir el bloqueo. Pese al recelo de Francia, Inglaterra rechazó las concesiones a Italia para evitar generar una impresión de debilidad. A partir de la primavera de 1940, Alemania suministró a Italia un millón de toneladas de carbón al mes, superando la demanda formulada en agosto de 1939 por Mussolini de que Italia recibiera seis millones de toneladas de carbón durante sus primeros doce meses de guerra.

### Batalla de Francia
El 1 de septiembre de 1939, Alemania abrió fuego sobre Polonia, que resistió a las tropas de la Wehrmacht durante un mes antes de rendirse. Tras esto siguió un período de inactividad entre Alemania y los Aliados, conocido como la Guerra de broma. El 10 de mayo de 1940, esta etapa se vio interrumpida cuando Alemania lanzó Fall Gelb contra Francia y el Benelux neutral. El 13 de mayo, los alemanes combatieron en Sedán, cruzaron el río Mosa y cercaron a los ejércitos aliados en el norte. El 27 de mayo, las fuerzas anglofrancesas atrapadas en el norte iniciaron la evacuación de Dunkerque, dejando atrás su armamento pesado. Seguidamente, la Wehrmacht continuó la ofensiva hacia París con Fall Rot. Con sesenta divisiones, comparado con las cuarenta que Francia aún tenía en el norte, las fuerzas alemanas lograron penetrar la línea de defensa francesa a lo largo del río Somme para el 6 de junio. Dos días después, los disparos podían oírse en París. El 9 de junio, los alemanes ingresaron a Ruan, en la Alta Normandía. Al día siguiente, el gobierno francés abandonó París, declarándola ciudad abierta, y huyó a Burdeos.

### Roma declara la guerra
El 23 de enero de 1940, Mussolini comentó que «aún hoy podríamos emprender y mantener una (...) guerra paralela», teniendo en mente un conflicto con Yugoslavia, ya que ese mismo día Ciano se había reunido con el disidente croata Ante Pavelić. Se consideraba posible abrir fuego contra Yugoslavia para fines de abril. El 26 de mayo, Mussolini puso en conocimiento de los mariscales Pietro Badoglio, jefe del Estado Mayor Supremo, e Ítalo Balbo su intención de unirse a los alemanes en la guerra contra Francia y el Reino Unido, para luego poder sentarse en las negociaciones «cuando el mundo esté por ser prorrateado» luego de una hipotética victoria del Eje. Ambos mariscales trataron infructuosamente de convencerlo de la insensatez de su proceder, argumentando que el ejército no estaba preparado, que las divisiones no eran lo suficientemente numerosas, que las tropas carecían de equipamiento adecuado, que el Imperio en su conjunto no estaba preparado y que la flota mercante se encontraba dispersa en el globo. El 5 de junio, Mussolini le dijo a Badoglio: «Solo necesito unos pocos miles de muertos para poder sentarme en la mesa como un hombre que ha combatido». Según las memorias de posguerra de Paul Paillole, por entonces capitán del servicio de información del Ejército francés, conocido como Deuxième Bureau, se enteró de la declaración de guerra por parte de Italia el 6 de junio, cuando se encontró con el mayor Navale, un oficial de inteligencia italiano, en Pont Saint-Louis para negociar el intercambio de espías capturados. Cuando Paillole rechazó la propuesta de Navale, el mayor le contestó que solo disponían de cuatro días para arreglar el asunto antes de que se declarara la guerra, pese a que la tranquilidad reinaría en Menton hasta la noche del 19 de junio].
Hacia mediados de junio de 1940, Alemania había reexaminado su preferencia de Italia como aliada en la contienda. El inminente colapso de Francia podría haberse visto afectado por alguna desviación de recursos militares alemanes para apoyar un nuevo frente alpino. Desde una perspectiva política y económica, Italia resultaba más útil como simpatizante neutral y su entrada en la guerra podría perjudicar las negociaciones de paz con el Reino Unido y Francia.

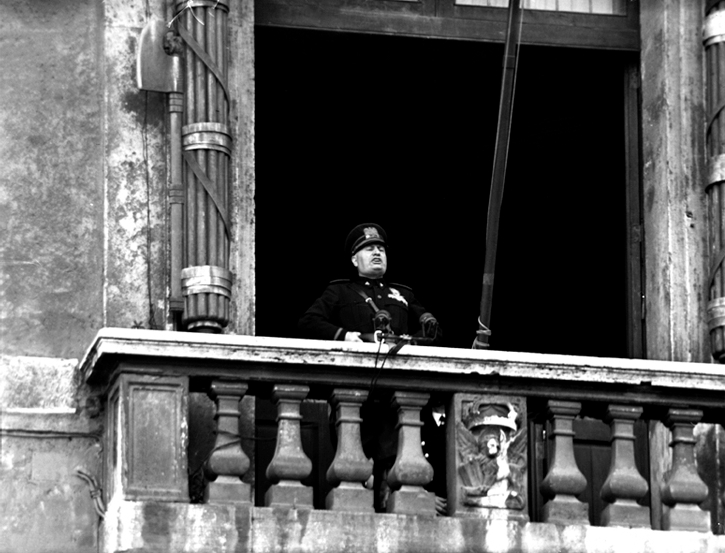
Mussolini anunciando la declaración de la guerra contra Francia en el balcón del Palazzo Venezia in Roma.

El 10 de junio, Ciano informó a los embajadores en Londres y París que se le entregaría la declaración de guerra a sus homólogos en Roma a las 16:30 hora local. Cuando Ciano presentó la declaración, el embajador francés, André François-Poncet, se alarmó, en tanto que su colega británico Percy Loraine, que la recibió a las 16:45, «no pestañeó», como registraría Ciano en su diario. La declaración de guerra tuvo lugar a la medianoche (UTC+01:00) del 11 de junio. Las otras embajadas italianas fueron informadas poco antes de la medianoche. Comentando acerca de la misma, François-Poncet se refirió a ella como «un golpe de daga a un hombre que ya ha caído», lo que causó que el presidente de los Estados Unidos, Franklin Delano Roosevelt, pronunciara su célebre frase, «la mano que empuñaba la daga la ha clavado en la espalda de su vecino». François-Poncet y el agregado militar francés en Roma, General Henri Parisot, declararon que Francia no haría una guerra deprisa (guerre brusquée), de modo que no se contemplaba ninguna acción militar ofensiva contra Italia con los recursos cada vez menores de Francia.
Ese mismo día, Mussolini habló ante una multitud en el Palazzo Venezia, en Roma. Afirmó que había llevado al país a la guerra para rectificar las fronteras marítimas. Los motivos exactos que llevaron al dictador a declarar la guerra han sido objeto de debate, aunque los historiadores coinciden en que su naturaleza fue oportunista e imperialista.

### Respuesta francesa
El 26 de mayo, el general René Olry informó al prefecto de Menton, la ciudad más grande de la frontera francoitaliana, que esta sería evacuada en la noche por orden suya. Dicha orden llegó el 3 de junio y durante las siguientes dos noches la urbe fue evacuada. En la madrugada del día 11, tras la declaración de guerra, los soldados fueron movilizados desde sus cuarteles y tomaron posiciones defensivas. Ingenieros franceses destruyeron las vías de comunicación a través de la frontera empleando 53 t de explosivos. El país galo no emprendió ninguna acción ofensiva por el resto de la guerra con Italia.
Ya el 14 de mayo circularon órdenes emanadas del Ministerio del Interior francés de detener a cualquier ciudadano italiano sospechoso de ser contrario a la causa francesa en el evento de una guerra. Inmediatamente luego del inicio de la contienda, se pegaron carteles en todas las localidades fronterizas instando a los italianos a presentarse ante las autoridades locales antes del 15 de junio. A quienes cumplieron esta directiva se les solicitó firmar una declaración de lealtad que implicaba la posibilidad de tener que prestar servicio militar en el futuro. La mayoría se presentó y casi todos firmaron la declaración, contabilizándose más de 5000 italianos solo en Niza.

## Batalla

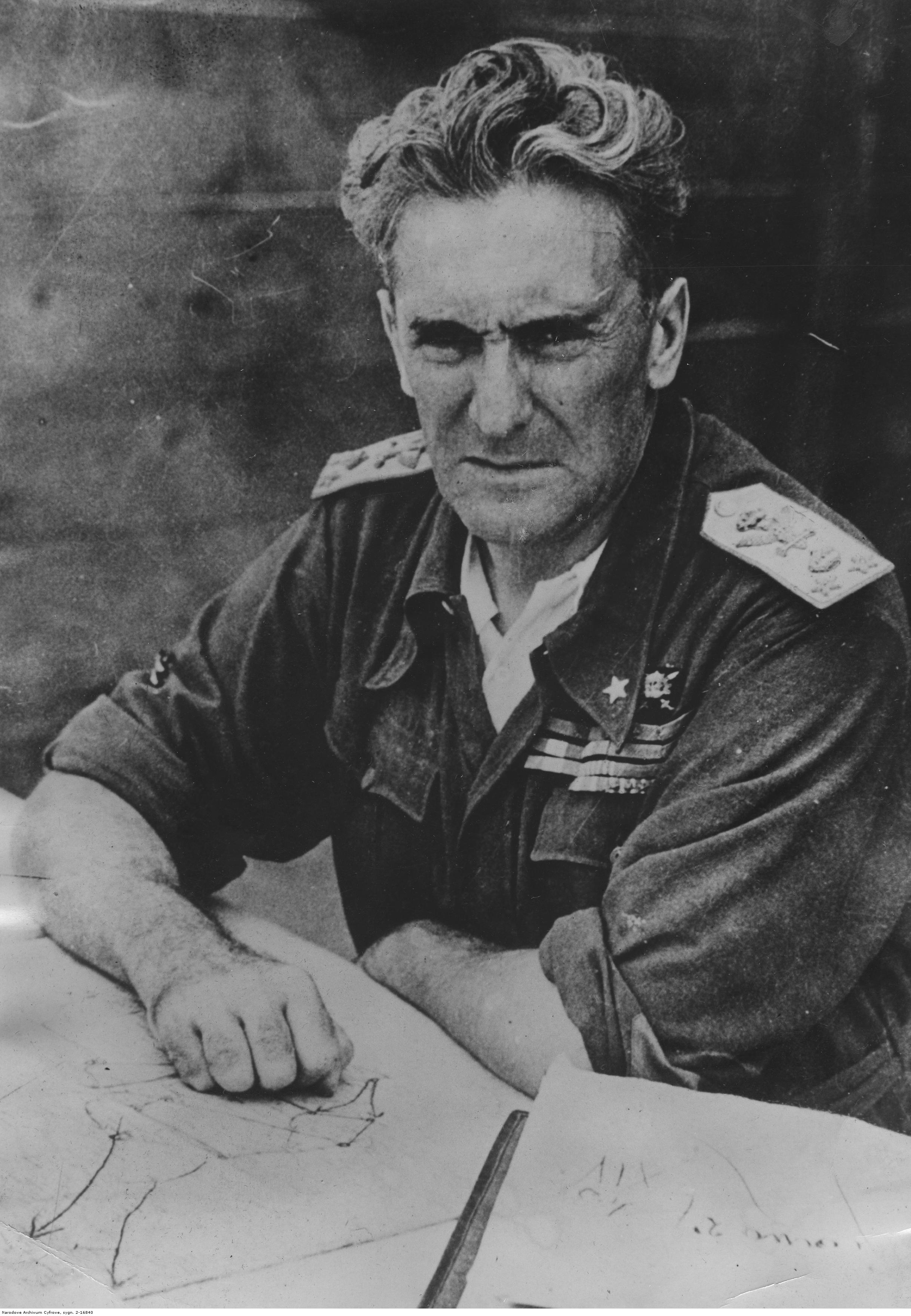
El Mariscal Rodolfo Graziani, Jefe del Estado Mayor del Regio Esercito y comandante de facto del frente alpino.

El Mariscal Graziani, como jefe del estado mayor, se dirigió al frente para hacerse cargo personalmente de las operaciones a partir del 10 de junio. Allí se encontró con el subsecretario de guerra, General Ubaldo Soddu, que si bien no tenía mando operacional, servía como principal nexo entre Mussolini y el frente, y fue designado vicejefe del Estado Mayor Supremo el 13 de junio. El adjunto de Graziani, General Mario Roatta, permaneció en Roma para transmitir las órdenes del jefe de Estado—limitado en cierto modo por el Mariscal Badoglio—a las tropas en el frente. Varias de las órdenes de Roatta, tales como «estar en los talones del enemigo, audaces, atrevidos (...)», fueron rápidamente contradichas por Graziani. Graziani retuvo todas las transcripciones de sus reuniones de personal durante junio de 1940, a fin de absolverse a sí mismo y hundir tanto a sus superiores como sus subalternos en caso de que la ofensiva fracasara, tal como él esperaba.

### Campaña aérea
En los primeros ataques aéreos de la Regia Aeronautica en la Segunda Guerra Mundial, bombarderos Savoia-Marchetti SM.79 de la 2.a Squadra Aerea (con base en Sicilia y Pantelleria) y bajo escolta bombardearon dos veces Malta el 11 de junio, dando inicio al largo Sitio de Malta que duraría hasta noviembre de 1942. En el primer ataque de la mañana participaron 55 bombarderos, pero la defensa antiaérea maltesa avistó entre veinte y treinta aviones, sugiriendo que la mayoría no había podido ubicar el blanco. En el bombardeo vespertino participaron 38 aeronaves. El 12 de junio, algunos SM.79 provenientes de Sardeña atacaron blancos franceses en el norte de Túnez y, el día 13, 33 SM.79 de la 2.a Squadra Aerea bombardearon aeródromos tunecinos. Ese día, los Fiat BR.20 y CR.42 de la 1.a Squadra Aerea lanzaron los primeros ataques sobre la Francia metropolitana, bombardeando aeródromos dentro de la Zona de Operaciones Aéreas de los Alpes, mientras que la 3.a Squadra Aerea bombardeó buques en la costa mediterránea francesa.
Inmediatamente luego de la declaración de guerra, la Fuerza Haddock comenzó a prepararse para una misión de bombardeo. Los franceses, para evitar represalias por parte de Italia, bloquearon las pistas e impidieron a los Wellington despegar. Sin embargo, esto no disuadió a la RAF. En la noche del 11 de junio, 36 bombarderos Whitley despegaron de sus bases en Yorkshire para atacar blancos en Turín, el corazón industrial de Italia. Los aparatos repostaron en las Islas del Canal antes de seguir viaje. La mayoría debió desviarse sobre los Alpes debido a la turbulencia y las condiciones de congelamiento. En la madrugada del 12 de junio, diez bombarderos llegaron a Turín y otros dos bombardearon Génova. Los italianos no lograron detectar el bombardeo hasta que éste había terminado. El aeródromo de Caselle identificó erróneamente a las aeronaves inglesas como propias procedentes de Údine y les iluminó la pista. En Turín recién se hizo sonar la alarma una vez que los Whitley se retiraron. Los resultados de la acción fueron mediocres: quince civiles muertos y ningún daño a las fábricas.
El 15 de junio, Francia autorizó a la Fuerza Haddock a entrar en acción. Al caer la noche, ocho bombarderos Wellington despegaron con rumbo a zonas industriales de Génova. Debido a tormentas eléctricas y dificultades para ubicar sus blancos, solo uno de ellos lanzó sus bombas durante las primeras horas del día siguiente, en tanto que los otros siete debieron regresar a su base. En la madrugada del 17 de junio, la Fuerza Haddock efectuó sus últimas misiones. De los nueve bombarderos que despegaron en esta ocasión, solamente cinco lograron hallar sus objetivos. Tras esto y debido al cada vez mayor deterioro de la situación en Francia, los 950 hombres de la Fuerza Haddock se retiraron desde Marsella por barco, dejando atrás todo su equipamiento. La RAF sobrevoló Roma y lanzó panfletos que rezaban:

Francia no tiene nada contra ustedes. Bajen sus armas y Francia hará lo mismo.

¡Mujeres de Italia! Sus hijos, maridos y amados no las han abandonado para defender su país. Ellos padecen la muerte para satisfacer el orgullo de un hombre.

Vencedores o vencidos, tendrán hambre, miseria y esclavitud.

Desde sus bases en el África del Norte francesa, el Armée de l'Air bombardeó Cagliari y Trapani el 22 de junio, y Palermo el día 23. Con veinte civiles muertos en Trapani y veinticinco en Palermo, estos fueron los bombardeos franceses más duros en suelo italiano. Estos objetivos carecían de importancia estratégica, y muchos de los bombarderos habían sido recientemente retirados de Francia ante el avance alemán. Más de 600 aparatos habían sido reunidos en el África del Norte francesa, cuando el General Charles Noguès, comandante de las fuerzas francesas en ese teatro de operaciones, solicitó permiso para emprender acciones ofensivas contra Italia o Libia, lo que fue inicialmente denegado.
El 15 de junio, la 3.ª Squadra Aerea envió algunos bombarderos SM.79 y cazas G.50 para atacar Córcega y, al día siguiente, aviones de ataque Breda Ba.88 para que ametrallasen sus aeródromos. El combate aéreo más intenso de la campaña tuvo lugar el día 15 sobre el sur de Francia, cuando aviones BR.20 y CR.42 italianos se enfrentaron a cazas D.520 y MB.151 franceses. Un BR.20 y varios CR.42, así como un número de aparatos franceses fueron derribados. El 17 de junio, la Regia Aeronautica bombardeó el centro de Marsella, matando a 143 personas e hiriendo a 136. El 21 de junio los italianos efectuaron dos ataques –uno diurno y otro nocturno– sobre el puerto. También se produjeron combates aéreos sobre Túnez, con bajas en ambos bandos. El 17 de junio, algunos hidroaviones CANT Z.506B de la 4.ª Zona Aerea procedentes del sureste de Italia se unieron a una formación de bombarderos SM.79 y dejaron caer sus bombas sobre la ciudad tunecina de Bizerta. Las últimas operaciones aéreas italianas fueron ejecutadas el 19 de junio por aviones de la 2.ª y 3.ª Squadre Aeree y desde Cerdeña contra objetivos en Córcega y Túnez. El 21 de junio, nueve bombarderos italianos atacaron al destructor francés Le Malin, pero ninguno dio en el blanco. En la madrugada del 23 de junio, doce bombarderos SM.81 con base en la isla de Rodas (en aquel entonces parte del Dodecaneso italiano) realizaron el primer bombardeo sobre la base naval británica de Alejandría. Uno de ellos se quedó sin combustible y debió efectuar un aterrizaje forzoso en el viaje de regreso.
Durante la ofensiva general, la Regia Aeronautica bombardeó, con escaso efecto, las fortificaciones francesas en la Línea Alpina. El general Giuseppe Santoro afirma que esta estrategia era incoherente debido a que las mismas se encontraban semienterradas en la ladera de las montañas y estaban diseñadas para soportar ataques con artillería pesada. Asimismo, el militar señala que la inexactitud de los mapas, la niebla y la nieve dificultaron la identificación de los blancos, y que las tripulaciones no estaban preparadas para tales operaciones, como no existían estudios de preguerra acerca de éstas. De las 285 misiones de bombardeo realizadas entre el 21 y 24 de junio, solo en 115 se logró ubicar los objetivos correspondientes, y se lanzaron solo 80 toneladas de bombas. En la mañana del día 23, pilotos italianos que intentaban localizar la artillería francesa que desde Cap Martin atacaba a las fuerzas italianas en Menton, bombardearon accidentalmente su propia artillería en Capo Mortola, a 10 km de distancia. El Armée de l'Air en el sur de Francia no participó en la defensa de la Línea Alpina, optando en su lugar por concentrarse en defender sus aeródromos de los ataques italianos. Las historias sobre pilotos italianos ametrallando columnas de refugiados desde París a Burdeos, sin embargo, carecen de fundamentos. La Regia Aeronautica nunca se aventuró más allá de la Provenza en junio de 1940 y solo atacó blancos militares. Los avistajes de aviones que portaban la escarapela tricolor italiana también son falsos, dado que para 1940 esta ya había sido reemplazada por una fascista para.

### Primeros combates
Durante el 12 de junio, tropas de reconocimiento en esquíes francesas cruzaron la frontera y se enfrentaron con unidades italianas en el Paso Maddalena. Un puesto fronterizo italiano fue asaltado por sorpresa, dejando un saldo de un suboficial italiano muerto y dos heridos. La actitud defensiva de Mussolini cambió con el colapso del gobierno de Paul Reynaud el 15 de junio. Dado que el sucesor de Reynaud, el general Philippe Pétain, era conocido por su inclinación hacia negociar con Alemania, Mussolini creía que Italia debía avanzar lo más posible antes de que se pudiera firmar el armisticio. Ese mismo día ordenó al Grupo de Ejércitos Oeste prepararse para iniciar una ofensiva en tres días, un plazo irracionalmente agresivo. Badoglio insistió en que tan solo cambiar la disposición defensiva de las tropas tomaría 25 días. El Estado Mayor Supremo convirtió entonces la orden de Mussolini en dos directivas: la primera habilitaba incursiones italianas en territorio francés, mientras que la segunda abrogaba el plan de despliegue hasta entonces vigente, y ordenó al grupo de ejércitos que se preparase para aprovechar un posible colapso del Armée des Alpes. El 17 de junio, Pétain anunció la rendición. Esto alimentó la creencia entre los italianos de que el Ejército de los Alpes estaba al borde de la disolución, si no había colapsado ya. El Estado Mayor Supremo suponía también, falsamente, que el avance alemán en el valle del Ródano forzaría la evacuación de las fortificaciones francesas en los Alpes. En sus órdenes del 18 de junio, el general Paolo Micheletti de la 1.ª División Alpina Taurinense aconsejó que «no puede anticiparse una fuerte resistencia en razón de la agitada moral francesa». En efecto, a Micheletti le preocupaban más las bandas armadas de fuoriusciti (exiliados políticos italianos) que se rumoreaba que los franceses.

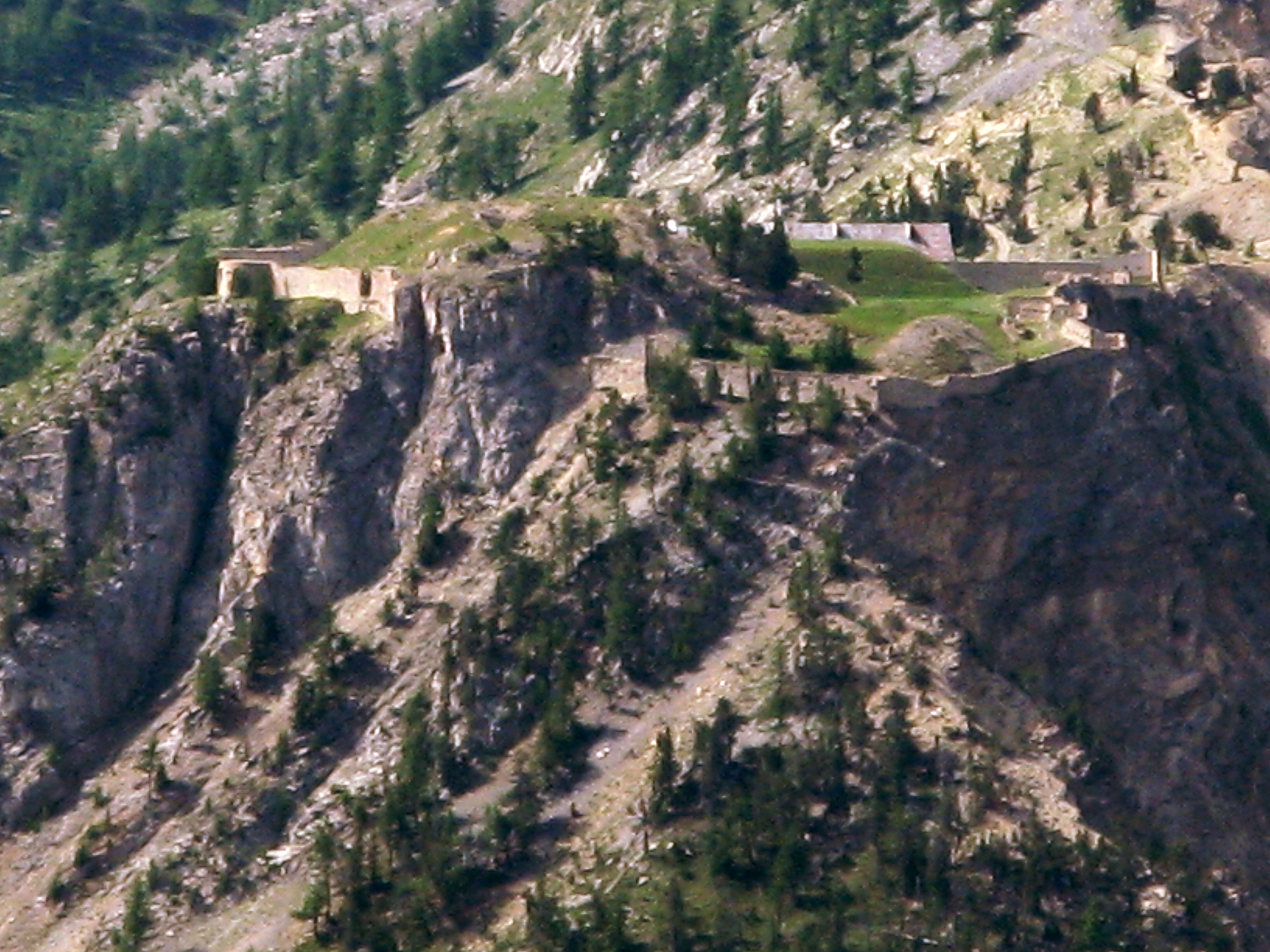
El Fort de l'Olive, desde Névache.

El 16 de junio, el Mariscal Graziani dio la orden para que las operaciones ofensivas comenzaran en un plazo de diez días. Tres acciones fueron planeadas: Operación B a través del Paso del Pequeño San Bernardo, Operación M a través del Paso de Maddalena y Operación R a lo largo de la Costa Azul. Ese mismo día, elementos del IV Ejército italiano atacaron en los alrededores de Briançon. Mientras las fuerzas italianas avanzaban, los franceses apostados en el Fort de l'Olive comenzaron a bombardear a los italianos en el Fort Bardonecchia. En respuesta, los cañones de 149 mm del fortín italiano de Mont Chaberton apuntaron hacia el Fort de l'Olive. El bombardeo italiano silenció a la fortaleza francesa por el resto del día. El 18 de junio, los cañones de Fort Chaberton, que dominaban el Col de Montgenèvre, abrieron fuego sobre el pequeño fortín francés de Ouvrage Gondran, cerca de Briançon, para apoyar a los avances por tierra. El daño causado por los proyectiles fue casi nulo, pero tuvo gran efecto en la moral de los franceses. Durante el día, el Grupo de Ejércitos Oeste recibió dos órdenes aparentemente contradictorias: «Deben cesar inmediatamente las hostilidades contra Francia» y «La preparación para las previamente anunciadas (...) operaciones debería continuar al mismo ritmo». El propósito de dichas órdenes no está claro, pero a medida que se esparcían en las filas italianas, muchos soldados comenzaron a celebrar el fin de la contienda e incluso a fraternizar con el enemigo. Los comandantes en el frente se vieron obligados a explicar la situación a sus tropas: las hostilidades se reanudarían tarde o temprano. Ese día, Mussolini se encontró con Hitler en Múnich y se le informó que los reclamos italianos sobre Niza, Córcega y Túnez comprometían las negociaciones del armisticio. La implicación era clara: Italia debía respaldar sus reclamos con acciones militares si querían apoyo alemán para las mismas.

### Ofensiva naval francesa
Previamente a la declaración de guerra italiana, la Royal Navy inglesa y la Marine Nationale francesa tenían planeado desplegarse en el Mediterráneo y provocar a la Regia Marina: los británicos enviarían su Flota del Mediterráneo hacia Malta (también con el objetivo de probar la capacidad de reacción de las fuerzas aérea y submarina italianas),, Italia acordó con el Reino Unido que sus submarinos permanecerían en la superficie y bajo escolta cuando estuvieran fuera de sus zonas habituales de ejercicios, en cuyo caso se habría de notificar a Londres de antemano. Esto significaba la presunción de hostilidad de todo submarino que se hallare sumergido.}} en tanto que los franceses atacarían las playas en el Golfo de Génova, el mar Tirreno, toda la costa del sur de Italia, Sicilia y el Dodecaneso. Las flotas aliadas en el Mediterráneo se encontraban aventajadas en 12 a 1 en buques capitales por sobre los italianos.
El Almirante Domenico Cavagnari, jefe del Estado Mayor de la Regia Marina, se oponía a una batalla decisiva entre dos flotas. Prefería, sin embargo, utilizar sus naves de superficie para que minasen el Canal de Sicilia y desplegar a sus submarinos para que atacaran a los buques aliados.
Con una Francia al borde del colapso, la ofensiva naval nunca se materializó. Más bien, cuatro cruceros franceses, escoltados por tres destructores, patrullaron el Mar Egeo durante los primeros días de la contienda mientras que gran parte de su flota de submarinos salió a la mar. La Royal Navy, en vez de dirigirse a Malta, permaneció en las costas de África.
El 12 de junio, elementos de la flota francesa se desplegaron en respuesta a un reporte sobre naves alemanas ingresando al Mediterráneo. El informe resultó falso, y los barcos franceses quedaron en la mira del submarino italiano Dandolo que abrió fuego, sin éxito, sobre los cruceros ligeros Jean de Vienne, La Galissonnière y Marseillaise. Ese mismo día, el submarino italiano Alpino Attilio Bagnolini hundió al crucero inglés HMS Calypso, al sur de Creta.

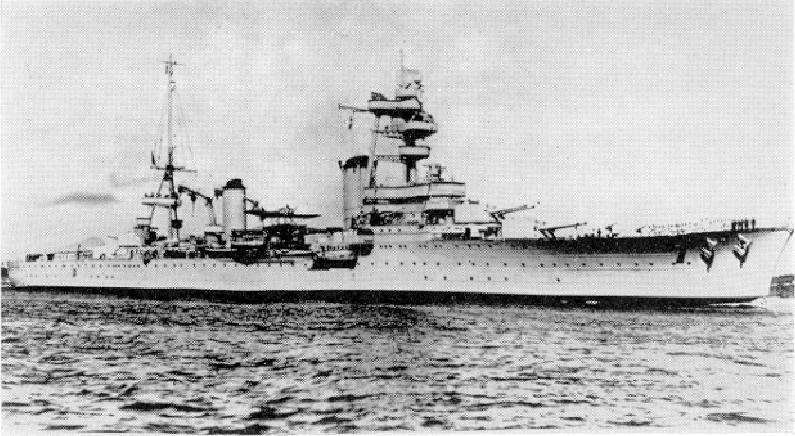
El Foch, un crucero de la clase Suffren (tal como eran el Colbert y el Dupleix).

El 13 de junio, la Marine Nationale  lanzó la Operación Vado. El 3.º Escuadrón francés, compuesto por cruceros pesados y once destructores zarpó de Tolón  y se dirigió a Italia. A las 04:26 del 14 de junio, los cruceros pesados franceses abrieron fuego sobre las playas italianas. Desde una distancia de 15 000 m, los proyectiles del Algérie cayeron sobre tanques de combustible en Vado Ligure, pero el humo dificultó los disparos, mientras que el Foch cañoneó una acerera en Savona. Los cruceros Colbert y Dupleix, desde 13 000 m, atacaron una instalación gasífera en Sestri Ponente.
En respuesta, las baterías costeras italianas al oeste de Génova y en Savona, así como un tren blindado abrieron fuego sobre las naves francesas hostiles. Un proyectil de 150 mm de la Batteria Mameli, ubicada en Pegli, penetró en el cuarto de calderas del destructor Albatros, matando a 12 marinos y causando severos daños. El ataque francés sorprendió a la tripulación del torpedero italiano Calatafimi, que se encontraba escoltando a un minador cerca de Génova. Debido a la niebla, el oficial al mando, Teniente Giuseppe Brignole, creyó que podría lanzar sus torpedos hacia los buques enemigos, pero fue detectado por éstos cuando tomaba posición. Si bien el casco de la nave italiana resultó dañado, ésta logró disparar cuatro de sus torpedos a la fuerza francesa, aunque ninguno dio en el blanco. Un tercer intento, dirigido a los cruceros Colbert y Dupleix fracasó y el Calatafimi se retiró hacia Génova. Presionados por la artillería costera italiana, el Colbert y el Dupleix hicieron lo propio. Mientras los buques capitales se alejaban por fuera del alcance de los cañones italianos, sus escoltas silenciaron una batería de playa. Al sureste de Savona, el 13.º Escuadrón MAS se dirigió rápidamente hacia la zona del combate, cerca de Génova y Savona una vez que la flota francesa abrió fuego. El torpedero MAS 539 logró acercarse a menos de 1800 m del Algérie y el Foch antes de lanzar infructuosamente sus torpedos. Mientras los franceses se retirabn, los buques MAS 534 y MAS 538 lanzaron dos torpedos cada uno hacia los buques franceses, errando todos. El MAS 535 recibió impactos durante el enfrentamiento, saldándose con tres bajas y daños menores. La fuerza completa se retiró como estaba previsto y arribó a puerto antes del mediodía del 14 de junio. Los buques franceses efectuaron un total de 1500 disparos, en tanto que las baterías italianas unos 300. Los franceses informaron que habían «sometido a sus blancos a un bombardeo efectivo y sostenido», aunque luego reconocieron que «el resultado del fuego sobre la playa (...) fue casi nulo, causando daños de escasa importancia.» La tripulación del Calatafimi asumió que «la conflagración del impacto del proyectil sobre el Albatross indicaba la detonación de sus torpedos». Esta afirmación fue utilizada con fines propagandísticos y «otorgó un exagerado aura de eficiencia a las fuerzas costeras italianas.» Mientras la flota francesa se retiraba luego de la entrada en acción del Calatafimi, desde el bando italiano se sostenla que el contraataque, junto con la reacción de las baterías costeras, habían inducido al enemigo a retirarse. El Teniente Brignole fue condecorado con la Medalla Dorada al Valor Militar por su decidido ataque hacia una fuerza mucho mayor.
En coordinación con la Marine Nationale, ocho Lioré et Olivier LeO 45 del Armée de l'Air bombardearon aeródromos italianos, mientras que nueve Fairey Swordfish del Escuadrón 767 del Fleet Air Arm, con base en Hyères, atacaron Génova. Estas acciones sin embargo, no infligieron más que bajas y daños mínimos. La acción naval francesa precipitó la orden de Mussolini de atacar la Francia metropolitana, aunque ya se habían emprendido operaciones de reconocimiento.
El 17 de junio, el submarino italiano Provana atacó a un convoy francés cerca de Orán, pero resultó afectado por cargas de profundidad plantadas por el aviso La Curieuse que lo forzaron a volver a la superficie, en donde fue hundido por embestidas. La Curieuse también resultó severamente dañado. El Provana fue el único submarino italiano hundido por Francia. Otras misiones ejecutadas por cruceros y destructores franceses el 18 y 19 de junio no lograron resultado alguno. El día 21, el acorazado Lorraine, escoltado por los cruceros británicos HMS Orion y HMS Neptune, el crucero australiano HMAS Sydney, más otros cuatro destructores británicos, abrieron fuego sobre el puerto de Bardia, en la Libia italiana. Dicho bombardeo solo causó daños menores, y fue la última operación naval combinada anglofrancesa hasta la rendición de Francia. Livorno, en la Italia peninsular, fue atacada por aviones navales franceses durante las últimas acciones antes de la capitulación, resultando destruidos un hotel y un complejo turístico situado en un balneario.
El 18 de junio, la Regia Marina concluyó que un desembarco en Malta no sería viable, pese a la carencia de defensas en la isla. Esto fue aceptado por Badoglio en la primera reunión entre varios jefes de estados mayores, el día 25.

### Ofensiva italiana (21-24 de junio)
El 19 de junio, el general Roatta informó por escrito al Grupo de Ejércitos Oeste que «quizás haya tropas francesas en las fortificaciones, pero es posible que las tropas móbiles, situadas en la retaguardia, estén ya en retirada.» Esta suposición errada no se propagó a los comandantes en el frente, pero sí lo hizo la creencia en la baja moral francesa. Algunos oficiales italianos aconsejaron en broma a sus soldados acerca de cómo comportarse con las mujeres francesas. Así, al iniciar la ofensiva, unos oficiales italianos excesivamente confiados condujeron a sus tropas, en columnas ordenadas, directamente hacia el rango de alcance de los cañones franceses.
El mismo día 19, Mussolini ordenó a sus generales contactar al enemigo, y a las 20:50 Roatta envió una directiva para «emprender pequeñas acciones ofensivas inmediatamente [y para] contactar al enemigo en todos lados, para hostigar decisivamente a las fuerzas enemigas lo más duramente posible.» La ofensiva debía comenzar «tan pronto como sea posible [y] a más tardar el 23 de junio» (al più presto possibile ... non oltre il 23 corrente). En la mañana del 20 de junio, Mussolini ordenó a Badoglio abrir fuego a la mañana siguiente, afirmando: «No quiero padecer la vergüenza de que los alemanes ocupen Niza y nos la entreguen.»  Badoglio transmitió la orden a Graziani: «Mañana, el 21, al iniciar las acciones a las 0300 horas, los I y IV Ejércitos atacarán a lo largo de todo el frente. Meta: penetrar lo más profundamente posible en territorio francés.» A las 17:45, Graziani ordenó al Grupo de Ejércitos Oeste:

Los alemanes han ocupado Lyon, se debe categóricamente impedir que lleguen primero al mar. A las tres en punto de esta noche [03:00 am], deben atacar a lo largo de todo el frente desde Pequeño San Bernardo hasta el mar (per questa notte alle 3 dovete attaccare su tutta la fronte dal San Bernardo al mare). La Regia Aeronautica contribuirá mediante el bombardeo masivo de las fortificaciones y ciudades. Los alemanes, durante mañana y el día siguiente, enviarán columnas blindadas desde Lyon en dirección a Chambéry, Saint-Pierre de Chartreuse y Grenoble.

Graziani modificó entonces su directiva del 16 de junio: ahora, el objetivo final de la ofensiva era Marsella. Esta edición final del plan contemplaba dos acciones principales, la Operación M a través del paso de San Bernardo y la Operación R a lo largo de la Riviera, ya que la del Paso de Magdalena se veía reducida a mero ataque de distracción. El objetivo inmediato de la operación M era Albertville, mientras que el de R era la ciudad de Menton. A las 20:00 del 20 de junio, Mussolini canceló la orden de atacar, pero antes de poder transmitírselo a sus tropas, recibió confirmación de que Alemania continuaba con su ofensiva a lo largo del valle del Ródano a pesar del inminente armisticio. Entonces revocó la cancelación, limitándose a hacer énfasis en el sector norte del frente, tal como sus generales le habían solicitado todo el tiempo.

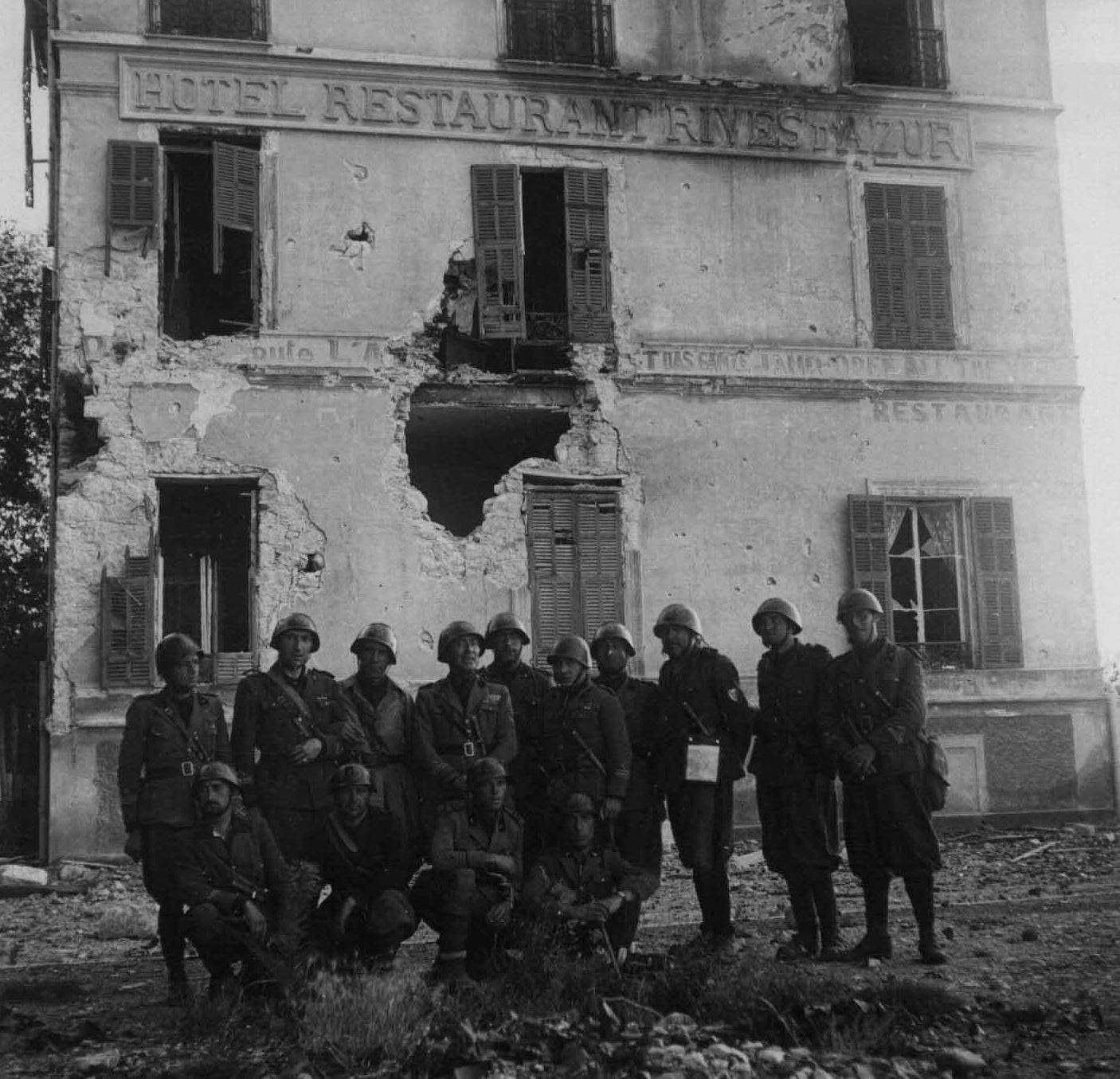
Soldados italianos en Menton en junio de 1940.

El 20 de junio, los cañones del Fuerte Chaberton –apodado acorazado en las nubes por los franceses– fijaron sus miras en el Ouvrage Janus. Esta posición francesa no pudo apuntar su batería de seis cañones en la posición italiana. Debido al fuego de apoyo desde el fuerte, los italianos lograron avanzar y hacerse con Montgenèvre. Sin embargo, no se lograron más avances en el sector de Briançon a causa de la tenaz resistencia francesa. El 21 de junio, los franceses se las arreglaron para emplazar una batería de morteros de 280 mm del 154.º Regimiento de Artillería en una posición a los pies del Fort de l'Infernet para atacar el Fuerte Chaberton. Durante los siguientes tres días, con el fuego retrasado e impedido debido al mal clima, los franceses lograron silenciar seis de las ocho torretas de la fortaleza italiana con solo 57 disparos. Ocultas bajo la niebla, las dos torretas restantes continuaron efectuando disparos hasta el armisticio.
El día 21, la ofensiva italiana comenzó. Temprano en la mañana, las tropas italianas cruzaron la frontera en varios puntos a lo largo del frente. Inicialmente gozaron de cierto éxito en razón de que las líneas defensivas se hallaban debilitadas debido a la decisión del alto mando francés de concentrar los recursos en el norte para hacer frente a la Wehrmacht. Las fuerzas italianas que atacaron por la Riviera –unos 80 000 soldados, incluyendo reservas– avanzaron alrededor de 5 km. Cerca de la costa se encontraba la mayor concentración de tropas francesas, estimada en 38 000 soldados.

#### IV Ejército
Cuerpos Alpinos

Ofensiva italiana a través del paso Pequeño San Bernardo hacia Bourg-Saint-Maurice.

El principal ataque italiano fue llevado a cabo por elementos del IV Ejército al mando del general Alfredo Guzzoni. Los Cuerpos Alpinos, respaldados por la artillería del IV Cuerpo del ejército en el flanco izquierdo, desplegó su ofensiva a lo largo de un frente de 35–40 km, que abarcaba desde Col de la Seigne hasta Col du Mont. El empuje inicial fue dirigido a través del paso Pequeño San Bernardo, que habría sido la ruta más sencilla de no ser por el hecho de que los franceses habían destruido los puentes. Esta ruta se encontraba a la sombra del Redoute Ruinée, las ruinas de un antiguo fuerte, en el que se habían atrincherado setenta soldados franceses con ametralladoras, y por el avant-poste (puesto de avanzada) en Seloge (Séloges). El total de las fuerzas francesas en Bourg-Saint-Maurice, parte del subsector (sous-secteur) de Tarentaise, era de 3000 hombres, 350 ametralladoras y 150 piezas de artillería. Estas fuerzas contaban con un refuerzo de dieciocho batallones y 60 piezas de artillería. El objetivo primario de los Cuerpos Alpinos era hacerse con Bourg-Saint-Maurice, Les Chapieux, Séez y Tignes. Tras esto, debían avanzar hacia Beaufort y Albertville.
El 21 de junio, la columna derecha de los Cuerpos Alpinos capturó el paso de Seigne y avanzó varios kilómetros a lo largo de un glaciar, pero recibieron fuego intenso desde Seloge, cuyos flancos rebasaron en poco tiempo y el 24 de junio avanzaron hacia Cormet de Roselend, pero aún no lo habían rodeado para cuando se firmó el armisticio. La columna central atravesó Pequeño San Bernardo pero fue detenida por fuego del Redoute Ruinée. La 101.ª División Motorizada Trieste del Ejército del Po fue enviada desde Piacenza como refuerzo. A las 11:00, el batallón de motocicletas de la Trieste irrumpió a través del paso y rápidamente avanzó unos 2 km, tras lo cual vadearon un río bajo fuego de ametralladoras mientras ingenieros italianos intentaban reconstruir el puente demolido, sufriendo grandes bajas.
El 22 de junio, los tanques de la 101.ª División pasaron a las motocicletas y fueron detenidos en un campo minado. Dos tanquetas L3 quedaron enredadas en el alambre de espino y, de las que siguieron, una hizo detonar una mina mientras intentaba rodear a las dos que iban a la cabeza, otra cayó en una zanja haciendo lo mismo y las otras dos sufrieron desperfectos mecánicos. Ese mismo día, un batallón del 65.º Regimiento Motorizado de la 101.ª División se enfrentó a la infantería francesa y fortificaciones mientras intentaba atacar el Redoute por la retaguardia. Fueron relevados por otra unidad y continuaron hacia Séez. La columna izquierda de los Cuerpos Alpinos no encontró más que tenue resistencia y se hizo con el margen oriental del río Isère el 22 de junio. Para el fin de la contienda, Séez se encontraba en manos de los italianos, pero estos nunca trajeron la artillería necesaria para reducir al Redoute Ruinée, que entretanto recibió refuerzos. Pese a que lograron infligir daños a la fortaleza, sus cañones continuaron dificultando el paso a través de Pequeño San Bernardo hasta la firma del armisticio, cuando los Cuerpos Alpinos, sin haber llegado nunca a Bourg-Saint-Maurice, permitieron a la guarnición del Redoute salir y marchar con honores.
I Cuerpo

Ofensiva italiana alrededor del paso de Mont Cenis. En el Tratado de Paz con Italia de 1947, este fue cedido a Francia.

Al sur de donde se hallaban los Cuerpos Alpinos, El I Cuerpo de Ejército avanzaba a lo largo de un frente que se extendía por 40 km desde Mont Cenis hasta el Col d'Étache. Su objetivo secundario implicaba la necesidad de rebasar los fuertes franceses en Bessans, Lanslebourg y Sollières-Sardières, así como el conjunto de ouvrages (Saint-Gobain, Saint-Antoine, Sapey) que se cernían sobre Modane, para luego dirigirse al norte, hacia Albertville. Los batallones Val Cenischia  y Susa (al mando del mayor Costantino Boccalatte) del 3.º Regimiento Alpini de la División Taurinense fueron adosados a la División Cagliari. El principal ataque del I Cuerpo, de tres puntas, fue ejecutado por la Cagliari, e implicó la captura de Bessans y Bramans, seguido por avances a lo largo del río Arc en dirección a Modane. La columna central estaba compuesta por los 1.º y 2.º Batallones del 64.º Regimiento de Infantería y por el 3.º Batallón del 62.º Regimiento. Avanzaron a través del Col des Lacs Giaset y luego por el valle del Grupo Ambin de los Alpes cocios.
El 2.º Batallones del 63.º Regimiento de Infantería cruzó el Pequeño Mont Cenis hacia la aldea de Le Planay, en donde se unió a la columna central, en tanto que el 1.º Batallón cruzó el Pas de Bellecombe e hizo lo propio en La Villette. La unidad Val Cenischia formaba la columna izquierda que atravesó el Col d'Étache. Debía sincronizar su ataque en el flanco de Modane con la llegada de la columna central. El Susa, con Boccalatte al frente, formaba la columna derecha que cruzó los pasos de Pas du Chapeau y Novalesa, y siguió el río Ribon hacia Bessans. Luego, debía seguir el curso del Arc en dirección a Lanslebourg, para luego unirse con el 3.º Batallón del 64.º Regimiento de Infantería de la División Cagliari, comandado por el coronel Cobianchi, que avanzaba por el Col de Mont Cenis. Los franceses, por su parte, disponían de 4500 soldados respaldados por dos divisiones y 60 tanques. Asimismo, tenían un puesto de avanzada en Arcellins compuesto por tres blocaos, que buena parte del tiempo se encontraban ocultos en la niebla. La División Brennero, desplegada alrededor del Lago Mont Cenis, servía como reserva italiana.
Al mediodía del 21 de junio, la columna central comenzó a descender por el Col des Lacs Giaset. Al aproximarse al río Ambin se encontró con nutrida resistencia francesa. El 2.º Batallón, que atravesaba el Pequeño Mont Cenis, se unió a la columna central luego de derrotar algunos pequeños focos de resistencia. Mientras el grueso de las tropas italianas avanzaba hacia Bramans, algunos grupos quedaron detrás con la misión de llevar a cabo operaciones de rastrillaje. Todos los batallones de la División Cagliari se reunieron alrededor de una capilla en las afueras de Bramans y, tras eliminar las posiciones francesas con artillería, se hicieron con la ciudad para el atardecer del primer día. Un batallón se desvió hacia Termignon para unirse a Susa, mientras que el resto prosiguieron hacia Modane. El Batallón Val Cenischia no encontró resistencia al cruzar el Col d'Étache y el Col de Bramanette, y emergieron en la retaguardia del Fuerte de la Balme. Las fortalezas cayeron el 23 de junio ante elementos de la División Cagliari, pero tanto aquellas emplazadas frente a Modane—Saint-Gobain, en Villarodin, como la de Barrière de l'Esseillon, podían ofrecer mayor resistencia. Los italianos trataron de flanquearlas por el sur, y su artillería intercambió disparos con la de la de los franceses. Los fuertes nunca pudieron ser reducidos para cuando se firmó el armisticio, aunque las unidades de avanzada de la División Cagliari se encontraban a 3 km de Modane.
Mientras que el Batallón Susa había ocupado Lanslebourg y se dirigía hacia Termignon, el 3.º Batallón del 64.º Regimiento de Infantería se encontraba bloqueado debido a la presencia de minas y obstáculos antitanque. Un batallón del 231.º Regimiento de Infantería Avellino y un batallón de tanques de la División Brennero fueron enviados para ayudarlo. Dos tanquetas L3 fueron destrozadas por las minas, deteniendo a toda la columna debido a que el camino bordeaba un acantilado, y permitiendo a la artillería francesa eliminar a los tanques restantes. La infantería italiana apenas podía avanzar bajo intenso fuego e incluso, luego de pasar cerca de bien camuflados nidos de ametralladora franceses, recibieron disparos por la retaguardia. Las tropas italianas consiguieron rodear el gran Fort de la Turra, pero tanto este como el puesto de avanzada de Arcellins continuaban efectuando disparos al momento de firmarse el armisticio. La columna italiana nunca llegó a Lanslebourg, ya ocupada días antes por el mayor Boccalatte.

#### I Ejército

Rutas de invasión del I Ejército

La responsabilidad del ataque principal fue trasladada el 20 de junio del I al IV Ejército, en el norte, por pedido de su comandante, el general Pietro Pintor. El frente sur del I Ejército, desde el monte Grammondo hasta la costa, estaba defendido por la 37.ª División de Infantería Módena y la 5.ª División de Infantería Cosseria, que a su vez contaban con reservas de la 52.ª División Motorizada Torino del Ejército del Po. La ofensiva comenzó a lo largo de todo el frente ese mismo 20 de junio, pero fue rápidamente repelida por la artillería francesa en casi todos los lugares en donde los italianos abrieron fuego.
El 21 de junio, las unidades que avanzaban por el Val Roia capturaron Fontan. La División Cosseria, que se dirigía por la costa hacia Niza, debía enlazarse con elementos Alpini que descendían del valle del Vésubie y con el Regimiento San Marco, que desembarcaría detrás del Ouvrage Cap Martin. El asalto anfibio debió ser cancelado, sin embargo, debido a razones logísticas (fallas en los motores, exceso de peso, mar picado). Careciendo de suficientes lanchas de desembarco, la Regia Marina se vio forzada a requisar barcos pesqueros y yates. La Armada italiana intentó llevar a cabo algunos desembarcos, pero la operación fue cancelada en su totalidad luego de que algunas embarcaciones encallaran. La División Cosseria recibió fuego desde los ouvrages de Cap Martin y Mont Agel, que destruyeron un tren blindado. Aun así, aprovechando la niebla y tormentas eléctricas, ocuparon Les Granges-Saint-Paul el 22 de junio. Mussolini entonces ordenó a la División Cosseria avanzar a toda costa.
Entre la noche del 22 y la madrugada del 23 de junio, aun ocultos en la niebla, las tropas de la División Cosseria pasaron de largo Cap Martin y penetraron en la zona de Garavan, en la ciudad de Menton. LAs tropas francesas continuaron luchando pese a haber sido rebasadas, disparando los cañones de la fortaleza hacia las naves costeras italianas hasta el armisticio. Se produjeron feroces combates en las calles de Menton. Los italianos avanzaron por el sector de Baousset y se hicieron con el monasterio de Notre-Dame de l'Annonciade, en la colina de Capuchin, el 23 de junio. Un asalto naval planeado en Garavan por los Camisas Negras para el 24 de junio debió ser cancelado debido al oleaje y a la luna llena. Los franceses —a excepción de la guarnición de la casamata del Pont Saint-Louis— se retiró gradualmente de Menton.

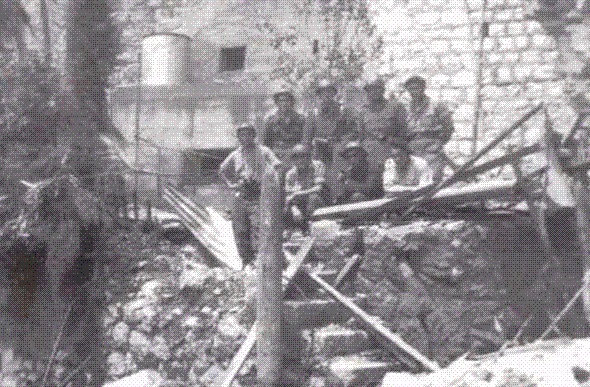
La guarnición de Pont Saint-Louis.

El 24 de junio, las tropas italianas llegaron a la planicie de Carnolès y fueron repelidas por la artillería francesa (y no los tiradores senegaleses como se ha dicho). La aviación italiana bombardeó las barracas. Ese mismo día, la casamata de Pont Saint-Louis se batió a duelo por última vez con los italianos. Ningún vehículo llegó a cruzar el puente antes del armisticio. LA captura de Menton, la perla de Francia y  un famoso destino turístico, fue «un éxito indiscutible (a pesar de su costo)» (un succès incontestable [même s'il a coûté cher]). Mussolini visitó la zona el 1 de julio y posteriormente declaró en la radio desde Roma, que «nuestra infantería fue respaldada por un tren artillero que llegó por el túnel debajo de La Mortola y bombardeó la fuertemente defendida ciudad [Menton] en la que el enemigo mantenía una obstinada resistencia».
A lo largo del frente norte del I Ejército, la 33.ª División de Infantería de Montaña Acqui, acuartelada en la entrada del Valle Stura di Demonte, estaba compuesta por seis batallones y una legión de los Camisas Negras, y disponía de 30 morteros 81 mm, 24 cañones de montaña de 75 mm y 12 obuses de 10 cm. También disponía de 3500&nbp;mulas (para transportar la artillería) y caballos, 68 vehículos, 71 motocicletas y 153 bicicletas. La disposición inicial de las tropas fue defensiva, y algunos estudios habían incluso predicho un ataque francés con gas mostaza. El 20 de junio se le ordenó penetrar 60 km dentro del territorio francés por la única ruta del valle. El clima lluvioso causó fallas en los equipos de radio y el suministro de alimentos quedó demasiado atrás en la retaguardia, pero finalmente llegaron al paso de Maddalena —llevando un único obús— y comenzaron a descender por el Valle del Ubaye hacia Francia. Las fuertes nevadas y la niebla dificultaron el avance, pero también impidieron a los artilleros franceses apuntar bien sus cañones. La División Acqui no se acercó a los fuertes franceses sino hasta las últimas horas del día 24, momento para el cual ya se había firmado el armisticio. Sufrieron 32 bajas mortales, 90 heridos, 198 congelados y 15 desaparecidos. Debido a la falta de artillería en el Valle del Ubaye, nunca abrieron fuego contra los fuertes.

## Consecuencias

### Armisticio franco-italiano
El 17 de junio, un día después de haber pedido formalmente el armisticio al III Reich, el canciller francés Paul Baudoin entregó una nota al nuncio papal Valerio Valeri: 

El gobierno de Francia, encabezado por el Mariscal Pétain, solicita a la Santa Sede que transmita lo antes posible al gobierno italiano la nota que ha transmitido por medio del embajador español al gobierno alemán. Asimismo solicita que se haga saber al gobierno italiano de su deseo de encontrar juntos las bases de una paz duradera entre ambos países
Paul Baudoin

 Esa misma mañana, Hitler puso en conocimiento de Mussolini la solicitud francesa de armisticio, y el dictador italiano se dirigió a Múnich, encargando al General Roatta, al Almirante Raffaele de Courten y al Brigadier Egisto Perino la redacción de las exigencias italianas. La lista presentada al gobierno francés fue, sin embargo, de un tenor moderado, e Italia renunció a sus pretensiones sobre el Valle del Ródano, Córcega, Túnez y la Somalilandia Francesa. Según Roatta, el hecho de que Mussolini se abstuviese de exigir más de lo conquistado en la campaña constituyó un acto de signorilità.
En la tarde del 21 de junio, el embajador Dino Alfieri comunicó desde Berlín los términos del armisticio a Roma. De acuerdo con Ciano, 

Bajo estas [moderadas] condiciones, Mussolini no está preparado para hacer exigencias territoriales [...] y [desea] esperar a la conferencia de paz para expresar todas nuestras exigencias formales.

 A su vez, añadió que Mussolini buscaba retrasar lo más posible el encuentro con la delegación francesa bajo la esperanza de que el General Gambara lograra capturar Niza.
A las 15:00 del 23 de junio, la delegación francesa encabezada por el general Charles Huntziger, quien ya había firmado el armisticio con Alemania el día anterior, aterrizó en Roma a bordo de tres aviones alemanes. Los negociadores franceses eran los mismos que se habían entrevistado con los alemanes. La primera reunión tuvo lugar a las 19:30 en la Villa Incisa all'Olgiata, en Via Cassia. En los veinticinco minutos de su duración, Roatta leyó en voz alta los términos propuestos por Italia, Huntziger solicitó un intermedio para consultar con el gobierno, y Ciano aplazó la firma para el día siguiente. En ese ínterin, Hitler comunicó a Mussolini que consideraba demasiado generosos los términos italianos, y propuso en cambio unir las zonas de ocupación italiana y alemana. Sin embargo, Roatta convenció finalmente a Mussolini de que ya era tarde para modificar las demandas.
Tras recibir el beneplácito del gobierno francés, a las 19:15 del 24 de junio, en la Villa Incisa, el general Huntziger firmó el armisticio en nombre de los franceses, y el mariscal Badoglio hizo lo propio por los italianos. Ambos documentos entraron en vigencia a los treinta y cinco minutos pasada la medianoche (00:35) del día 25. Minutos antes de firmar, Huntziger había pedido a Badoglio tachar la cláusula que establecía la repatriación a Italia de refugiados políticos (como, por ejemplo, el socialista Pietro Nenni). Badoglio consultó a Mussolini, quien lo consintió.
El armisticio franco-italiano, finalmente, estableció una modesta zona desmilitarizada de 50 km de profundidad en territorio francés a partir de la frontera de preguerra con Italia, eliminando así la Línea Alpina. La zona de ocupación italiana propiamente dicha no excedía lo ya capturado al momento de firmarse el armisticio. Consistía en un territorio de 832 km² y 28 500 habitantes, incluyendo la ciudad de Menton y sus 21 700 habitantes. Italia conservó el derecho de intervenir en territorio francés hasta el Ródano, pero no ocupó dicho territorio hasta el desembarco de los Aliados en África del Norte, en noviembre de 1942. Asimismo, se establecieron zonas desmilitarizadas en las posesiones africanas de Francia. A Italia se le concedió el derecho de usufructo del puerto somalí de Yibuti, con todo su equipo, así como la sección francesa del ferrocarril entre Adís Abeba y Yibuti. Más importante aún, se ordenó la desmilitarización en un plazo de quince días las bases navales en Toulon, Bizerta, Ajaccio and Oran. A pesar de las condiciones impuestas, la Batalla de los Alpes es considerada como una victoria defensiva francesa.

### Bajas
Los reportes de bajas francesas varían entre 32, 37 o 40 muertos; 42, 62 o 121 heridos; y 145 o 155 prisioneros. En el Ejército de los Alpes hubo 20 muertos, 84 heridos y 154 fueron tomados como prisioneros por los alemanes que avanzaban desde Lyon. Las bajas italianas fueron de 631 o 642 soldados muertos, 2631 heridos y 616 reportados como desaparecidos. Otros 2151 hombres sufrieron diversos grados de congelamiento durante la campaña. Las cifras oficiales italianas fueron compiladas para un informe el 18 de julio de 1940, cuando varios de sus caídos aún yacían en la nieve. Es probable que gran parte de los italianos desaparecidos ya hubiesen muerto. Las unidades que operaban en los terrenos más dificultosos tuvieron proporcionalmente más desaparecidos que muertos, sin embargo la mayoría de quienes integraban la primera categoría probablemente ya habrían muerto. el 44.º Regimentó de la División de Infantería Forlì informó de 21 muertos, 46 heridos, 4 víctimas de congelamiento, más 296 desaparecidos, de los cuales casi todos habían sido capturados. LA cifra oficial de prisioneros de guerra franceses fue de 155. Todos los prisioneros italianos —posiblemente 1141, aunque no existen registros oficiales— fueron inmediatamente liberados, pero los negociadores del armisticio parecieron haber olvidado a los franceses, que fueron enviados al campo Fonte d'Amore, cerca de Sulmona, en donde más tarde se les unieron 200 británicos y 600 griegos. Si bien fueron tratados en cumplimiento de las leyes de la guerra en todo momento por los italianos, probablemente cayeron en manos de los alemanes luego de la la rendición italiana ante los Aliados en septiembre de 1943.

### Análisis
El carácter moderado de los términos del armisticio ha conducido a especulaciones en las fuentes contemporáneas italianas. El general Roatta consideraba que Mussolini mostró mesura en sus intenciones debido a que las fuerzas italianas no habían logrado penetrar la línea frontal francesa, por lo que el Duce habría «demostrado su espíritu deportivo». Dino Alfieri introdujo la popular pero controversial hipótesis de que Mussolini limitó a conciencia sus demandas para «mantener la apariencia de un equilibrio continental de fuerzas». MacGregor Knox, por su parte, escribió que «La humillación de Mussolini debido al resultado del ataque del primer día en los Alpes [...] contribuyó a su decisión de reducir sus pretensiones». Knox sostiene que el diario de Ciano y los comentarios de Mussolini a Hitler «explican adecuadamente» la situación italiana dada la «situación estratégica». El Regio Esercito no había logrado penetrar en los Alpes y los franceses estaban dispuestos a continuar luchando, tal como el general francés Charles Huntziger había dejado en claro a los alemanes.
Samuel Mitcham sostiene que Mussolini debió renunciar a buena parte de sus aspiraciones por requerimiento de Hitler, quien se mostraba reacio a recompensar excesivamente la entrada de Italia. Gerhard Weinberg apunta que «los singularmente ignominiosos antecedentes de los italianos en el poco combate que habían llevado a cabo [...] facilitó la política alemana» y forzaron a Mussolini a revisar las condiciones del armisticio. Los objetivos del esfuerzo de guerra italiano permanecieron geográficamente expansivos, y un programa publicado el 26 de junio establecía como principales puntos la adquisición de Niza, Córcega, Túnez, Malta, el sur de suiza y Chipre; así como el reemplazo del Reino Unido y Francia por Italia en Egipto, el Reino de Irak, Somalilandia, el Golfo Pérsico y el sur de Arabia.
Los historiadores mantienen un consenso respecto del pobre desempeño de Italia en la invasión a Francia. El 21 de junio de 1940, Ciano registró en su diario que Mussolini se sentía humillado por la campaña, dado que «nuestras tropas no dieron un solo paso hacia adelante. Ni siquiera hoy lograron pasar, y se detuvieron ante el primer punto fuerte francés que se resistió.» Mussolini arremetió contra el espíritu del pueblo italiano debido al fracaso del primer día de la ofensiva. Luego del armisticio, remarcando su decepción, comentó que se trataba «más de un armisticio político que militar después de solo quince días de guerra, pero nos da un buen documento en mano.»